# En mer (Maupassant)
En mer est une nouvelle de Guy de Maupassant parue en 1883.

## Historique
En mer est une nouvelle de Guy de Maupassant initialement publiée dans la revue Gil Blas du 12 février 1883, sous le pseudonyme Maufrigneuse, puis dans le recueil Contes de la bécasse la même année. 
La nouvelle est dédiée à Henry Céard.

## Résumé
Un bateau de pêche s’est échoué, cinq hommes ont péri dont le patron Javel. Dix-huit ans auparavant, ce Javel avait sacrifié le bras de son frère dans des circonstances terribles. 
À l'époque, ils pêchaient au chalut. Javel était le patron du chalutier. En chancelant, son frère se coince le bras dans la corde qui retient le chalut. Javel, par avarice, refuse qu’un marin coupe le câble du chalutier. Il essaie de faire venir au vent le bateau, puis de mouiller l’ancre, mais c'est trop tard. Quand on dégage son frère, son bras n’est qu’une masse ensanglantée d’où le sang sort à gros bouillon. Quand la gangrène attaque son bras, son frère coupe lui-même les derniers morceaux de chair qui retiennent son bras. Quand ils rentrent au port le lendemain, il enterre son bras dans un petit cercueil et, quand on l’interrogeait, il disait « si mon frère avait voulu couper le chalut, j’aurais encore mon bras pour sûr, mais il était regardant à son bien ».

## Personnages
- Javel aîné
- Javel cadet
- Quatre hommes
- Un mousse

## Éditions
- En mer, dans Maupassant, Contes et Nouvelles, tome I, texte établi et annoté par Louis Forestier, éditions Gallimard, Bibliothèque de la Pléiade, 1974  (ISBN 978 2 07 010805 3).